# Il terrore viene per posta
Il terrore viene per posta (The Moving Finger) è un romanzo giallo scritto da Agatha Christie, avente per protagonista il personaggio di Miss Marple. Pubblicato per la prima volta nel 1942, fu stampato dalla Arnoldo Mondadori Editore nella collana Il Giallo Mondadori con il numero 193.

## Trama
Il pilota Jerry Burton, per riprendersi da un terribile incidente di volo, si trasferisce con la sorella Joanna nella "tranquilla" cittadina di Lymstock. Qui affittano dall'anziana Emily Barton la casa di Little Furze e iniziano la loro vita in campagna, che ben presto però viene scossa da un'ondata di lettere anonime, in cui si insinuano scabrosi e falsi particolari su coloro che le ricevono. Sembrerebbe tutto qui, ma le cose cambiano quando, a causa di una di queste lettere, la moglie dell'avvocato Richard Symmington, si suicida. Ora non si tratta più solo di lettere anonime, ma d'istigazione al suicidio. Una settimana più tardi viene uccisa la cameriera della signora Symmington, Agnes Woddell, che aveva contattato telefonicamente Partridge, la domestica dei Burton, per vederla e manifestarle una sua preoccupazione.
Il sovrintendente Nash e l'ispettore Graves, esperto di lettere anonime, sono persuasi che il colpevole sia una donna istruita e insospettabile. Intanto Burton, che ha ospitato per qualche giorno la giovane e solitaria Megan, figlia della signora Symmington e del suo precedente marito, si innamora della ragazza e la chiede in matrimonio, ottenendo un rifiuto.
Quando Elsie Holland, avvenente domestica di casa Symmington, riceve una minacciosa lettera anonima, la polizia arresta Aimée Griffith, sorella del medico locale, avendola fisicamente vista mentre la componeva con la stessa macchina da scrivere usata per le altre. Il caso parrebbe chiuso, ma Miss Marple, chiamata in causa dalla moglie del vicario, non è d'accordo.
Si serve di Megan per tendere una trappola all'avvocato Symmington. Una sera, la ragazza entra nel suo studio, ricattandolo e dicendogli di averlo spiato mentre introduceva del veleno nel bicchiere della consorte. La notte Symmington, dopo aver addormentato la figliastra con un sonnifero, la preleva dal letto e le introduce la testa nel forno, per simulare un suicidio, ma viene colto in flagrante dalla polizia.
Miss Marple racconta a Jerry che aveva imboccato la pista giusta scoprendo che Elsie Holland era stata l'unica, fino agli ultimi giorni, a non ricevere lettere anonime. Symmington, infatti, si era sbarazzato della moglie per sposarla. Aveva aggiunto del cianuro al bicchiere d'acqua che la moglie aveva bevuto per inghiottire un cachet (avvelenato anch'esso). Quando Aimée, segretamente innamorata di Richard, aveva effettivamente inviato la lettera minatoria a Elsie, l'avvocato ne aveva approfittato per nascondere nella cantina della presunta colpevole le pagine strappate di una Bibbia, da cui erano state ritagliate le parole delle missive precedenti, composte invece da Symmington con un tipico stile femminile, per depistare le indagini.
Megan capisce di amare Jerry, che acquista Little Furze, e lo sposa, mentre Joanna convola a nozze con Owen Griffith.

## Personaggi
- Miss Marple, investigatrice dilettante
- Jerry Burton, pilota
- Joanna Burton, sorella di Jerry
- Emily Barton, proprietaria di Little Furze
- Partridge, domestica a Little Furze
- Owen Griffith, medico di Lymstock
- Aimée Griffith, sorella di Owen
- Richard Symmington, avvocato
- Signora Symmington, moglie dell'avvocato
- Megan Hunter, figlia della signora Symmington
- Elsie Holland, governante dei Symmington
- Caleb Dane Calthrop, vicario di Lymstock
- Maud Dane Calthrop, moglie del vicario
- Signor Pye, abitante di Lymstock
- Agnes Woddell, domestica dei Symmington
- Graves, ispettore
- Nash, ispettore di polizia

## Edizioni
- Agatha Christie, Il terrore viene per posta, traduzione di Loredana Giacchetti, Mondadori, I ed. 1942, ISBN 88-04-51924-X.

## Adattamenti cinematografici
- Terrore per posta (The Moving Finger), 1985, episodio di Norman Stone con Joan Hickson, Michael Culver, Elizabeth Counsell e Deborah Appleby.
- Il terrore viene per posta (The Moving Finger), 2006, episodio di Tom Shankland con Geraldine McEwan, James D'Arcy, Ken Russell e Frances de la Tour.